# Червоная Поляна (Песчанобродская сельская община)
Червоная Поляна (укр. Червона Поляна) — село в Песчанобродской сельской общине Новоукраинского района Кировоградской области Украины.
До 2020 года входило в Добровеличковский район
Население составляет 455 человек. Почтовый индекс — 27038. Телефонный код — 5253. Занимает площадь 1,56 км². Код КОАТУУ — 3521786801.